# 城友博
城 友博（じょう ともひろ、1969年4月30日 - ）は、千葉県習志野市出身の元プロ野球選手（外野手）。右投右打。現在はアスリート学生就活サポート「J-SHIP」の代表取締役社長。

## 経歴
中学時代は捕手としてプレーした。習志野高校時代は、3年次の1987年に1番・センターで第69回夏の甲子園に出場し、チームはベスト8まで勝ち進む。俊足を評価され、同年のプロ野球ドラフト会議でヤクルトスワローズから6位指名を受けて入団。
1990年シーズンにはイースタン・リーグで盗塁王と最多安打を獲得し、一軍初出場も果たす。
1991年シーズンにもイースタン・リーグで盗塁王を獲得した。
1992年シーズンに一軍に定着すると83試合に出場し、14年ぶりのリーグ優勝に貢献した。
1993年シーズンは飯田哲也の怪我もあり、主にセンターとして96試合に出場。
1997年シーズンには、自家用車で停車中にトラックに追突され椎間板を損傷。これが結果的に選手生命を縮めることとなった。
1998年シーズンオフに自由契約となり阪神タイガースにテスト入団する。
1999年シーズンに再び自由契約となり現役を引退。
現役後年より「引退後は起業を…」と志していたとのことで、起業家を養成するための団体等での修行を経て、麻布十番でレストランを兼ねたクラブ「LUNErS」（ルネス、2003年9月28日閉店）などを経営。現在は、「J-SHIP株式会社」で大学硬式野球部をメインにアスリート学生の就職のサポートを行い、各大学の部活動に訪問する学生たちに就職に関するセミナーを行うキャリアコンサルタントとして活動している。

## 人物
1990年代前半、若手のヤクルト選手の中で、特に女性人気が高かった一人であり、プロ野球専門誌「プロ野球ai」での人気投票企画では、1位を獲得するなどランキングの常連であった。
野村克也は選手の長髪、茶髪、ヒゲを嫌うことでよく知られているが、城も野村が監督に就任して間もなく茶髪を指摘され黒く染めた。しかし城は生来茶髪であり、この時にも染めていたわけではなく、地毛であった。後にそのことを知った野村は、城の人間性を評価している。後年ヤクルトを自由契約となったときに阪神のテストを受験したのも、そういった野村監督との縁があった。

## 詳細情報

### 年度別打撃成績
| 年 度     | 球 団     | 試 合 | 打 席 | 打 数 | 得 点 | 安 打 | 二 塁 打 | 三 塁 打 | 本 塁 打 | 塁 打 | 打 点 | 盗 塁 | 盗 塁 死 | 犠 打 | 犠 飛 | 四 球 | 敬 遠 | 死 球 | 三 振 | 併 殺 打 | 打 率 | 出 塁 率 | 長 打 率 | O P S |
| --------- | --------- | ----- | ----- | ----- | ----- | ----- | -------- | -------- | -------- | ----- | ----- | ----- | -------- | ----- | ----- | ----- | ----- | ----- | ----- | -------- | ----- | -------- | -------- | ----- |
| 1990      | ヤクルト  | 4     | 11    | 11    | 1     | 3     | 0        | 0        | 0        | 3     | 0     | 1     | 0        | 0     | 0     | 0     | 0     | 0     | 2     | 0        | .273  | .273     | .273     | .545  |
| 1992      | ヤクルト  | 83    | 229   | 188   | 30    | 42    | 8        | 0        | 0        | 50    | 2     | 10    | 3        | 20    | 0     | 15    | 0     | 6     | 37    | 4        | .223  | .301     | .266     | .567  |
| 1993      | ヤクルト  | 96    | 313   | 283   | 54    | 73    | 4        | 2        | 1        | 84    | 26    | 11    | 2        | 7     | 2     | 18    | 0     | 3     | 51    | 3        | .258  | .307     | .297     | .604  |
| 1994      | ヤクルト  | 27    | 40    | 36    | 5     | 10    | 3        | 0        | 0        | 13    | 1     | 3     | 0        | 2     | 0     | 2     | 0     | 0     | 5     | 0        | .278  | .316     | .361     | .677  |
| 1995      | ヤクルト  | 71    | 133   | 107   | 24    | 26    | 4        | 1        | 1        | 35    | 10    | 11    | 3        | 11    | 0     | 11    | 0     | 4     | 12    | 2        | .243  | .336     | .327     | .663  |
| 1996      | ヤクルト  | 42    | 59    | 49    | 7     | 9     | 1        | 0        | 0        | 10    | 2     | 0     | 1        | 7     | 0     | 2     | 0     | 1     | 9     | 1        | .184  | .231     | .204     | .435  |
| 1997      | ヤクルト  | 30    | 28    | 22    | 2     | 7     | 1        | 0        | 0        | 8     | 0     | 2     | 2        | 1     | 0     | 5     | 0     | 0     | 2     | 0        | .318  | .444     | .364     | .808  |
| 1998      | ヤクルト  | 4     | 3     | 2     | 0     | 0     | 0        | 0        | 0        | 0     | 0     | 0     | 0        | 1     | 0     | 0     | 0     | 0     | 0     | 0        | .000  | .000     | .000     | .000  |
| 1999      | 阪神      | 5     | 4     | 3     | 1     | 0     | 0        | 0        | 0        | 0     | 0     | 0     | 0        | 1     | 0     | 0     | 0     | 0     | 2     | 0        | .000  | .000     | .000     | .000  |
| 通算：9年 | 通算：9年 | 362   | 820   | 701   | 124   | 170   | 21       | 3        | 2        | 203   | 41    | 38    | 11       | 50    | 2     | 53    | 0     | 14    | 120   | 10       | .243  | .308     | .290     | .597  |

### 記録
- 初出場：1990年10月8日 対広島東洋カープ25回戦（広島市民球場）、秦真司の代走
- 初先発出場：1990年10月8日 対広島東洋カープ26回戦（広島市民球場）、2番・中堅手で出場
- 初打席・初安打：同上、1回表・佐々岡真司から
- 初盗塁：同上、1回表に二盗、（投手・佐々岡真司、捕手・達川光男）
- 初本塁打：1993年6月17日 対阪神タイガース10回戦（神宮球場）、3回裏に御子柴進から2ラン

### 背番号
- 60（1988年 - 1991年）
- 00（1992年 - 1993年、1999年）
- 0（1994年 - 1998年）